# Ron Fenton
Ron Fenton (South Shields, 21 de septiembre de 1940 - South Shields, 25 de septiembre de 2013) fue un entrenador y jugador de fútbol profesional inglés que jugaba en la demarcación de delantero.

## Biografía
Ron Fenton debutó como futbolista profesional en 1957 a los 17 años de edad con el Burnley FC con el que ganó la Football League First Division en 1960. Tras cinco años en el club, Ron fue traspasado al West Bromwich Albion FC durante las tres temporadas siguientes. Además, jugó para el Birmingham City FC y para el Brentford FC antes de fichar por el Notts County FC, equipo con el que ganó la Fourth Division y con en el que se retiró como futbolista.
Cuatro años después de su retiro, el mismo equipo en el que se retiró como futbolista, se fijó en él como nuevo entrenador del club. Ron entrenó al Notts County FC desde 1975 hasta 1977, siendo su única etapa como entrenador.
Ron Fenton falleció el 25 de septiembre de 2013 a los 73 años de edad.

## Clubes

### Como futbolista
| Club                    | País       | Año         | Partidos | Goles |
| ----------------------- | ---------- | ----------- | -------- | ----- |
| Burnley FC              | Inglaterra | 1985 - 1987 | 11       | 1     |
| West Bromwich Albion FC | Inglaterra | 1985 - 1987 | 59       | 16    |
| Birmingham City FC      | Inglaterra | 1985 - 1987 | 33       | 7     |
| Brentford FC            | Inglaterra | 1985 - 1987 | 91       | 19    |
| Notts County FC         | Inglaterra | 1985 - 1987 | 0        | 0     |

### Como entrenador
| Club            | País       | Año         |
| --------------- | ---------- | ----------- |
| Notts County FC | Inglaterra | 1975 - 1977 |

## Palmarés
Burnley FC
- Football League First Division: 1960

Notts County FC
- Fourth Division: 1971